# Приваловка (Брянска област)
Приваловка (на руски: Приваловка) е махала (на руски: деревня) в Стародубски общински окръг на Брянска област в Русия.
Идентификационният код на селото според Общоруския класификатор на обектите на административно-территориално деление (ОКАТО) е: 15250000120.
Името произлиза от личното име на някой си Максим Привалов, който държал парцел земя на това място. Земята е откупена от Михаил Андреевич Миклашевски и заселена с хора, основавайки махалата.

## География
Намира се в южната част на Брянска област на разстояние около 17 km на юг по права линия от административния център на общината – град Стародуб.

## История
Приваловка е основана под формата на слобода и е заселена в края на XVII век като феодално владение от полковника на Стародубския полк на Казашкото хетманство – благородника Михаил Андреевич Миклашевски (ок. 1640 – 19.03.1706 г.). На 10 август 1704 г. с хетмански универсал (указ) на хетман Иван Мазепа се потвърждава официално феодалният статус на Приваловка спрямо рода Миклашевски.
Приваловка е била част от 2-ра полкова сотня (подразделение) на Стародубския полк (административна, военна и съдебна териториална единица) на Казашкото хетманство, а след анектирането му – на Руската империя).
Тъй като Казашкото хетманство през 1654 г. става васално на Московското царство, то владетелите на слободата се определят от хетмана и потвърждават от московския цар. След това през 1781 г. Казашкото хетманство е изцяло анексирано и внедрено в Руската империя под името Малоруска губерния, така че владетелите на слободата се определят с царска грамота на руския монарх или с универсали (укази) на хетмана от името на руския монарх.
На 19 март 1706 г., по време на Северната война, Михаил Анреевич Миклашевски е убит в схватка с шведите край Несвиж и е погребан в Стародуб. Многобройните му владения са временно (неокончателно) разделени между вдовидата му Анна и по-големите им синове Андрей и Степан, тъй като техният полубрат Иван все още не бил пълнолетен (под 17 години) и нямал право самостоятелно да сключва правни сделки. По силата на това временно наследствено разделение, махалата Приваловка се владее първо от вдовицата Анна, а след смъртта ѝ от сина Иван. Официално с хетмански универсал на хетман Даниил Апостол от 13.01.1729 г., слобода Приваловка е потвърдена за феодално владение на Иван М. Миклашевски (ок. 1700–1740 г.).
Окончателната подялба на наследството се състои едва през 1741 г., когато Иван М. Миклашевски е вече бил починал година по-рано. Неговите права приема сина му Павел Иванович Миклашевски (15.12.1724 г. – ок. 1773 г.). Така наследството се разделя между Андрей, Степан и племенника им Павел. Според тази делба, Приваловка си остава в ръцете на Павел, който я бил наследил от баща си Иван.
През 1892 г. тук (махала в Стародубски уезд на Черниговска губерния) са преброени 111 домакинства с общо 602 души.
В средата на XX век по времето на Руската съветска федеративна социалистическа република тук работи колхозът „Слава на труда“ (на руски: Слава труда).
До 2019 г. селото е част от Занковското селско поселение (вид община от множество малки населени места) с административен център посьолок Красни (на руски: Красный), a от 2019 до 2020 г. е част от Понуровското селско поселение с административен център село Понуровка. От 2020 г. махалата е част от Стародубски общински окръг.

## Население
Численост на населението: 602 души (1892 г.), 107 души през 2002 г. (руснаци 95%), 56 през 2010 г.